# Piteå snöskoterklubb
Piteå snöskoterklubb (PSSK) är en snöskoterklubb som bildades 1971. Piteå Snöskoterklubb ansvarar idag för cirka 414 kilometer skoterled. Underhåll och skötsel av de återstående 367 ledkilometrarna svarar de andra klubbarna i kommunen för. Ledunderhållet sker helt och hållet på ideell basis. Sedan starten 1971, har klubbens medlemmar ökat stadigt och uppgår idag till cirka 860 familjer/enskilda medlemmar. Piteå Snöskoterklubb torde med detta vara Sveriges största snöskoterklubb.